# پاسکال گرگور
پاسکال گرگور (انگلیسی: Pascal Gregor؛ زادهٔ ۱۸ فوریهٔ ۱۹۹۴) بازیکن فوتبال اهل دانمارک است.
از باشگاه‌هایی که در آن بازی کرده‌است می‌توان به باشگاه فوتبال نورشلان اشاره کرد.
وی همچنین در تیم‌های ملی فوتبال Denmark national under-20 football team، زیر ۲۱ سال دانمارک، و زیر ۲۱ سال دانمارک بازی کرده‌است.